# Tekellina sadamotoi
Espèce
Tekellina sadamotoi est une espèce d'araignées aranéomorphes de la famille des Synotaxidae.

## Distribution
Cette espèce se rencontre au Japon et en Chine au Hunan,.

## Description
Le mâle holotype mesure 1,00 mm et la femelle paratype 1,26 mm, les mâles mesurent de 0,97 à 1,08 mm et les femelles de 1,11 à 1,32 mm.

## Systématique et taxinomie
Cette espèce a été décrite par Yoshida et Ogata en 2016.

## Étymologie
Cette espèce est nommée en l'honneur de Miyoshi Sadamoto.

## Publication originale
- Yoshida & Ogata, 2016 : « A new species of the newly recorded genus Tekellina (Araneae: Theridiidae) from Japan. » Acta Arachnologica, vol. 65, no 1, p. 15-18 (texte intégral).